# Concertos pour flûte (Vivaldi)

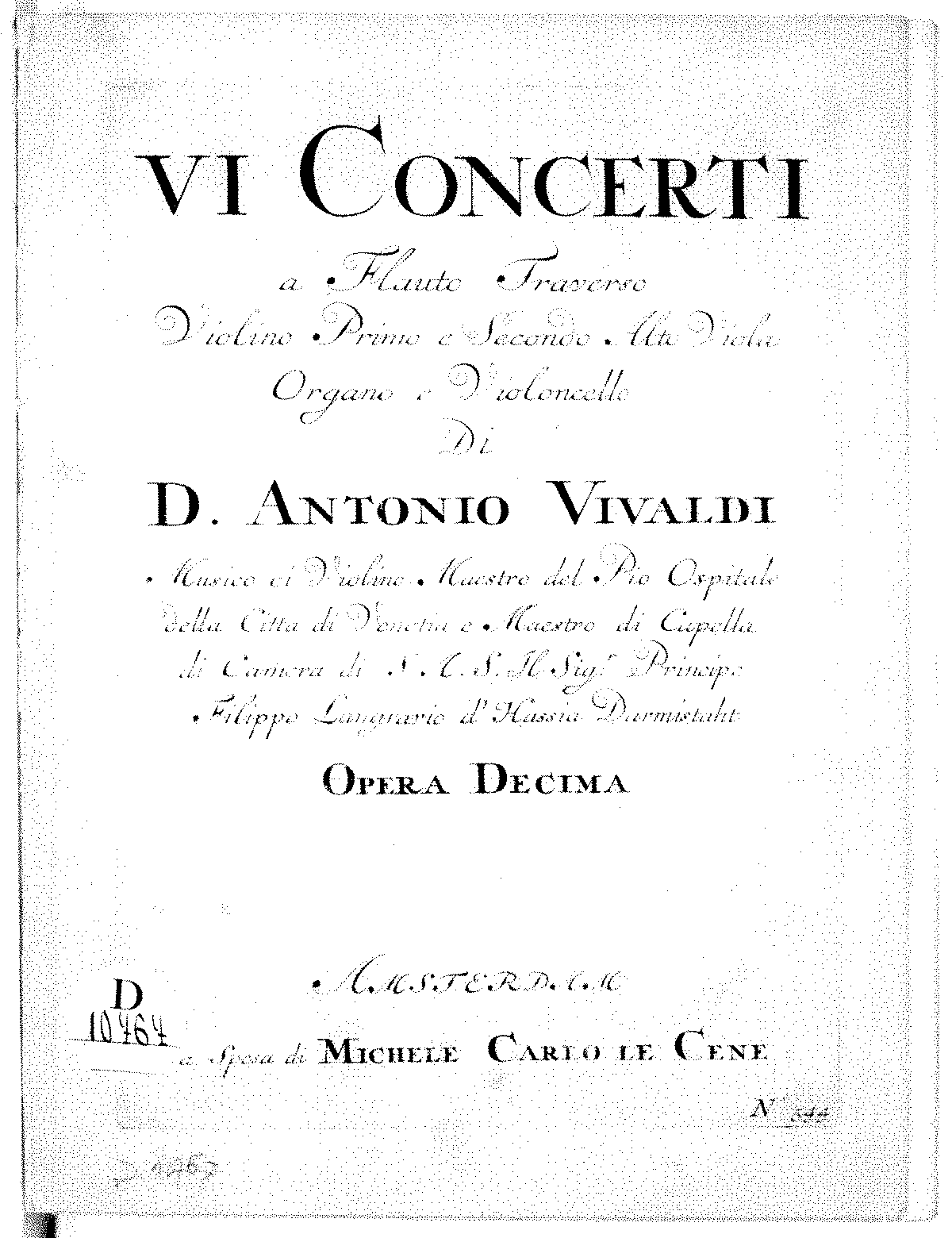
6 Concertos pour flûte :
page de titre.

Antonio Vivaldi est l'auteur d'un ensemble de six concertos, op. 10, pour flûte publiés ca. 1728 par Michel-Charles Le Cène à Amsterdam.

## Liste
Concerto pour flûte no 1 en fa majeur, RV 433 La tempesta di mare
1. Allegro
2. Largo
3. Presto

Concerto pour flûte no 2 en sol mineur, RV 439 La notte (aussi RV 104, composé dans les années 1710 avec accompagnement de chambre)
1. Largo
2. Presto (Fantasmi)
3. Largo
4. Presto
5. Largo (Il sonno)
6. Allegro

Concerto pour flûte no 3 en ré majeur, RV 428 Il gardellino
1. Allegro
2. Presto   CANTABILE
3. Allegro

Concerto pour flûte no 4 en sol majeur, RV 435
1. Allegro
2. Largo
3. Allegro

Concerto pour flûte no 5 en fa majeur, RV 434
1. Allegro ma non tanto
2. Largo e cantabile
3. Allegro

Concerto pour flûte no 6 en sol majeur, RV 437
1. Allegro
2. Largo
3. Allegro